# 鑽石山殯儀館

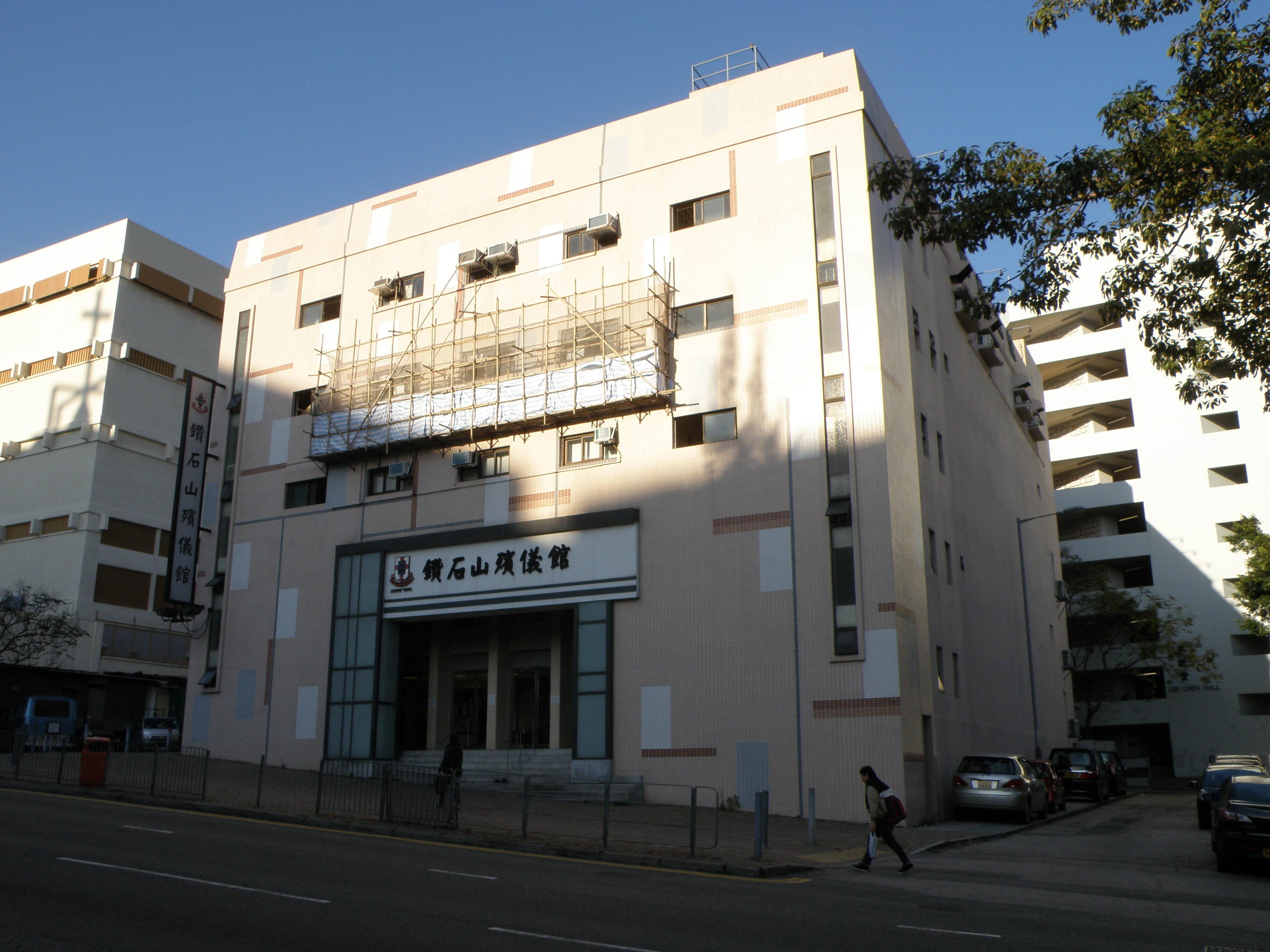
鑽石山殯儀館（從南面攝）

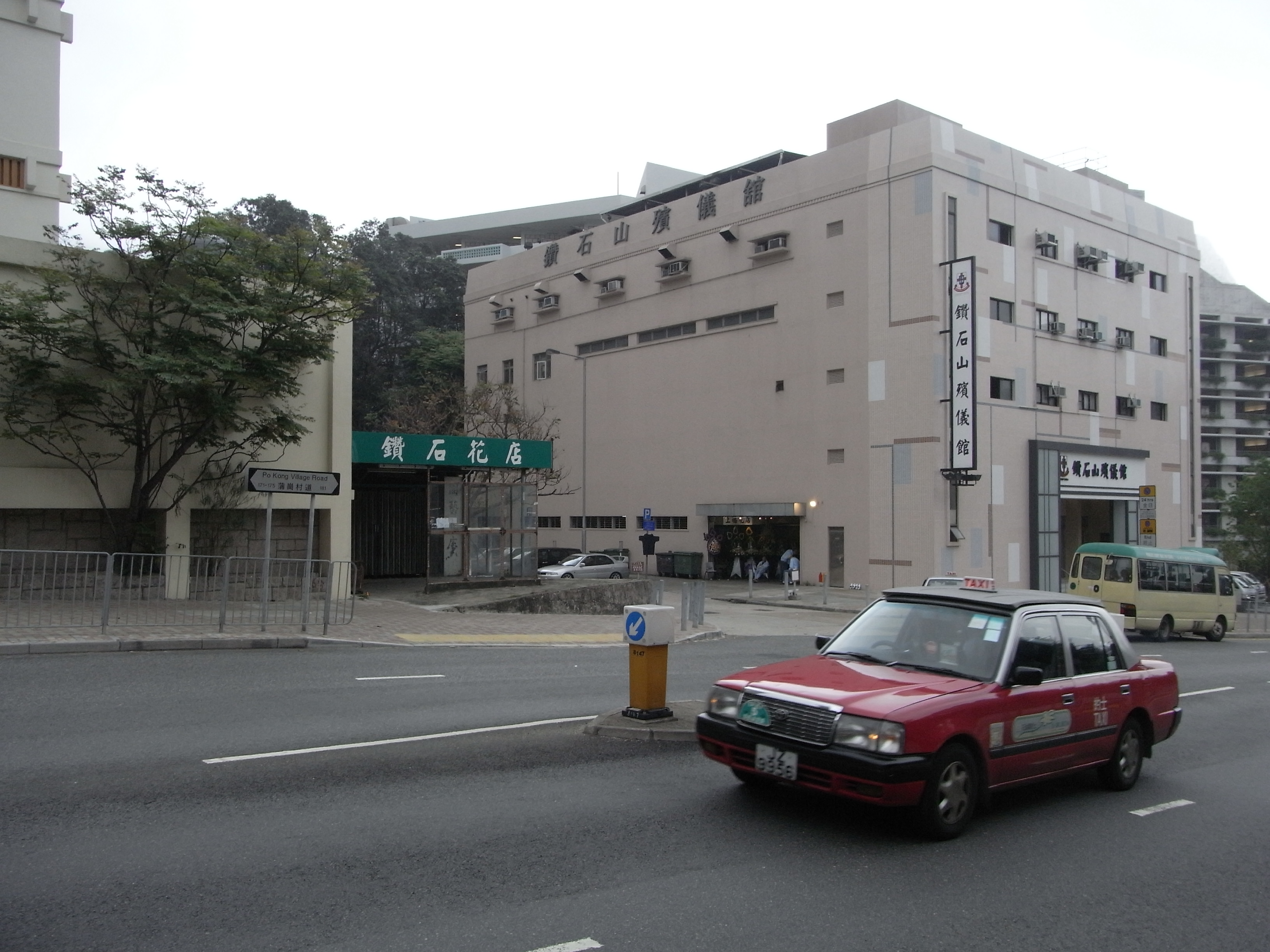
鑽石山殯儀館（從西面攝）

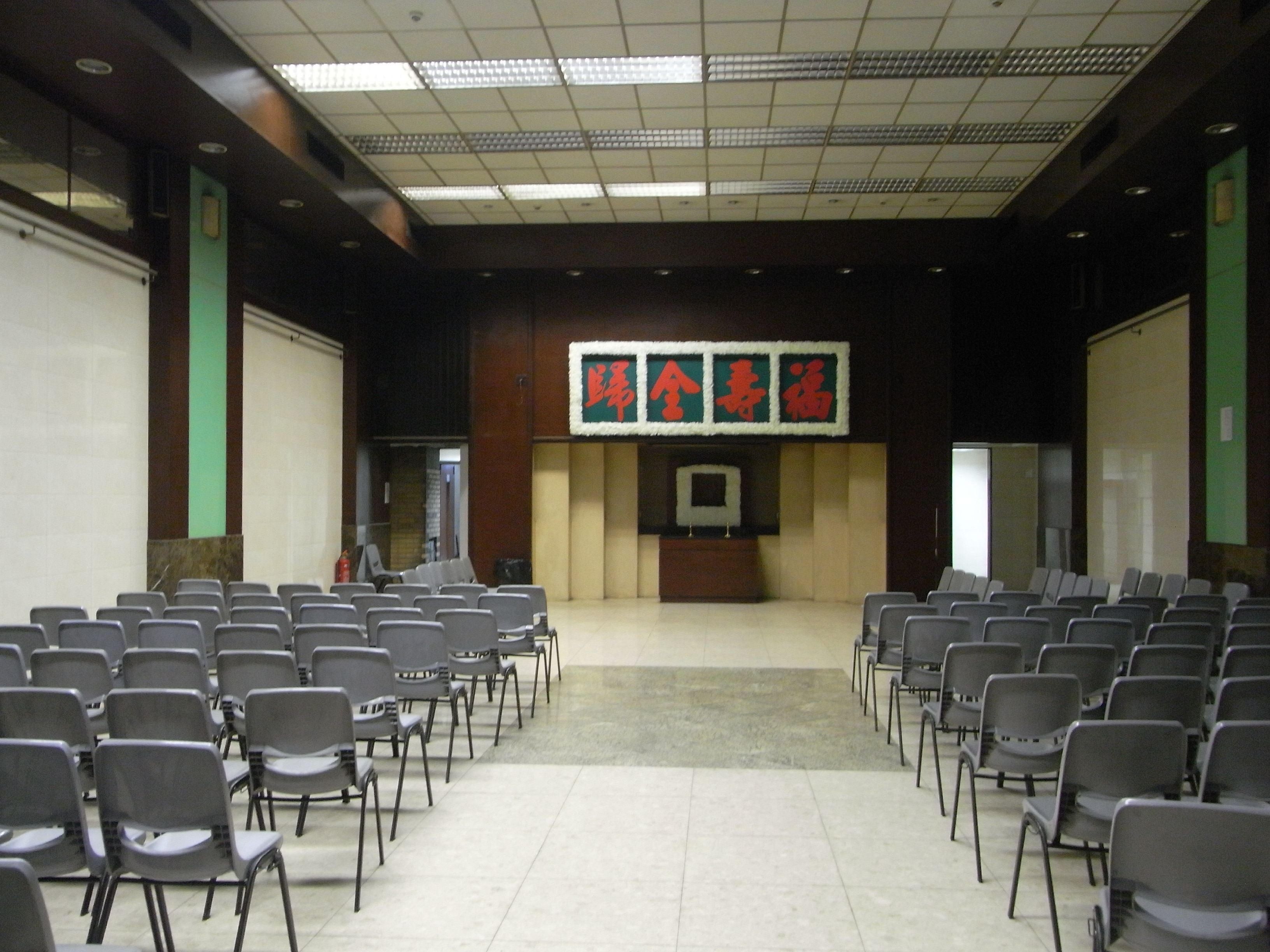
1樓禮堂

鑽石山殯儀館（英語：Diamond Hill Funeral Parlour），全稱東華三院鑽石山殯儀館，是香港九龍東斧山的一間殯儀館，位於蒲崗村道181號，毗鄰鑽石山火葬場。該館於1968年開始籌辦，當時獲香港政府答允於牛池灣發展區撥地興建，直至1975年始完成撥地手續，隨即於同年12月18日動工興建，1977年3月15日舉行落成典禮，同年7月25日正式啟用。
與九龍西紅磡萬國殯儀館一樣，該殯儀館目前是由東華三院的公共服務辦公室管理。鑽石山殯儀館的主要服務對象是香港市民大眾。
鑽石山殯儀館樓高5層，地下入口為詢問處兼管理處，毗鄰附設花店及免費穿梭小巴，往來港鐵黃大仙站，每30分鐘一班，正點出發，到黃大仙區停黃大仙中心港鐵D3出口。鑽石山殯儀館的辦事處設於該館之3樓。而較大的禮堂設於2樓。

## 外部連結
- 鑽石山殯儀館 （页面存档备份，存于）